# Pont Barbier
Le pont Barbier était un pont de bois situé à Paris et traversant la Seine, qui n’existe plus aujourd’hui.

## Situation et accès

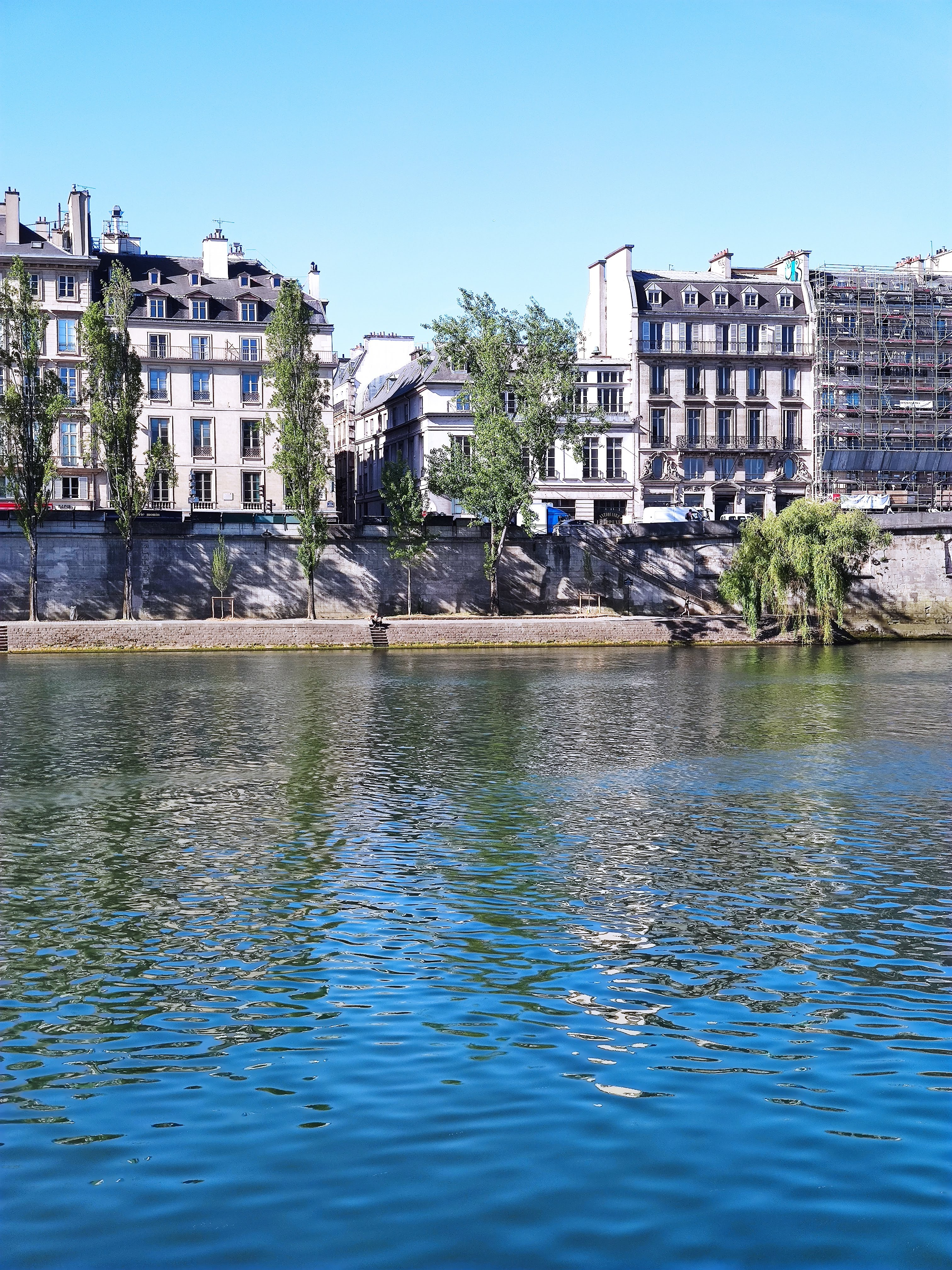
La Seine au niveau de la rue de Beaune.

Ce pont se situait dans le prolongement de la rue de Beaune.

## Origine du nom
Il a porté différents noms : « pont Barbier » (du nom de son constructeur, Louis Le Barbier), puis « pont Sainte-Anne » (en l’honneur de la reine Anne d'Autriche), « pont des Tuileries » et, plus communément, « pont Rouge » car il était recouvert d’une couche de minium,

## Historique
Après avoir assisté à un accident du bac qui traverse la Seine dans le prolongement de la rue du Bac au cours d'une promenade, Louis XIII décide la construction d'un pont à cet emplacement.
En 1632, Pierre Pidou, secrétaire de la Chambre du roi et premier commis de Louis Le Barbier, entreprend la réalisation d'un pont en bois à péage à cet endroit. Ce sera le « pont Barbier », du nom de Louis Le Barbier, l’un des premiers promoteurs immobiliers de Paris. Louis Le Barbier conclut un marché 21 novembre 1631 avec un maître-charpentier, Robert Chuppin, pour la somme de 50 000 livres tournois,. La construction dure six mois. L’entrepreneur obtient les droits de péage pour 80 ans.
Le pont est très fréquenté mais les carrosses ne peuvent l'emprunter ; seuls peuvent passer les piétons, les cavaliers et les bestiaux. Cependant, certains s’indignent du péage, à tel point qu’un jour, un voyageur, « plus prompt à mettre la main à l’épée qu’à la poche », tue le préposé.
Le 5 février 1649, plusieurs arches du pont sont rompues. En 1656, il connaît un début d’incendie et, le 20 février 1684, il est emporté par les glaces lors de la débâcle. Madame de Sévigné rapporte cette destruction et écrit : « Le pont Rouge partait pour Saint-Cloud. » Le pont y perd huit de ses arches.
Il est remplacé entre le 25 octobre 1685 et le 13 juin 1689 par un pont en pierre entièrement financé par le roi Louis XIV, ce qui lui vaut son nom de « pont Royal ».

## Description
Parfois qualifié de « vilain pont de bois », il comptait, selon les sources, dix ou douze arches. On trouvait, à chacune de ses extrémités, une petite cabane en bois où se percevait le péage. Au-dessus de la porte figurait en lettres d’or l’inscription « Pont Sainte-Anne ». Les pilotis, le parapet et le tablier étaient peints en rouge.